# Borla (Rumunia)
Borla (węg. Szilágyballa) – wieś w Rumunii, w okręgu Sălaj, w gminie Bocșa. W 2011 roku liczyła 1483 mieszkańców.